# Débora (nombre)
Débora (en hebreo: דְּבוֹרָה‎, romanizado: D’vorah, lit. 'Abeja') es un nombre propio de origen hebreo.
Débora fue una profetisa, la única jueza del período premonárquico de Israel. Aparece en los capítulos IV y V del Libro de los Jueces del Antiguo Testamento. En la Biblia también se menciona otra Débora, enfermera de Rebeca (Génesis 35:8).

## Santoral
- 21 de septiembre: Débora.

- Datos: Q20001813
- Multimedia: Débora (given name) / Q20001813